# NGC 2655
NGC 2655 (również PGC 25069, UGC 4637 lub Arp 225) – galaktyka soczewkowata (SB0-a), znajdująca się w gwiazdozbiorze Żyrafy. Została odkryta 26 września 1802 roku przez Williama Herschela. Jest to galaktyka aktywna typu Seyfert 2 lub LINER.
W galaktyce tej zaobserwowano supernową SN 2011B.